# 307261 Мані
307261 Мані (позначення до отримання назви — (307261) 202 MS4) — великий класичний об'єкт поясу Койпера та можлива карликова планета в поясі Койпера, області крижаних планетезималей за межами Нептуна. Відкритий у 2002 році Чедвіком Трухільйо та Майклом Брауном. Мані спостерігали 74 рази; на архівних зображеннях він був зафіксований ще 8 квітня 1954 року.
Станом на  2019 р. Мані перебуває на відстані 46,5 а. о. від Сонця. Він досягне перигелію своєї орбіти (найближчої до Сонця точки) у 2122 році. На той час вважається найбільшим за розміром об'єктом Сонячної Системи серед тих, що не мали власної назви (із точністю до невизначеності вимірювань).

## Історія

### Відкриття

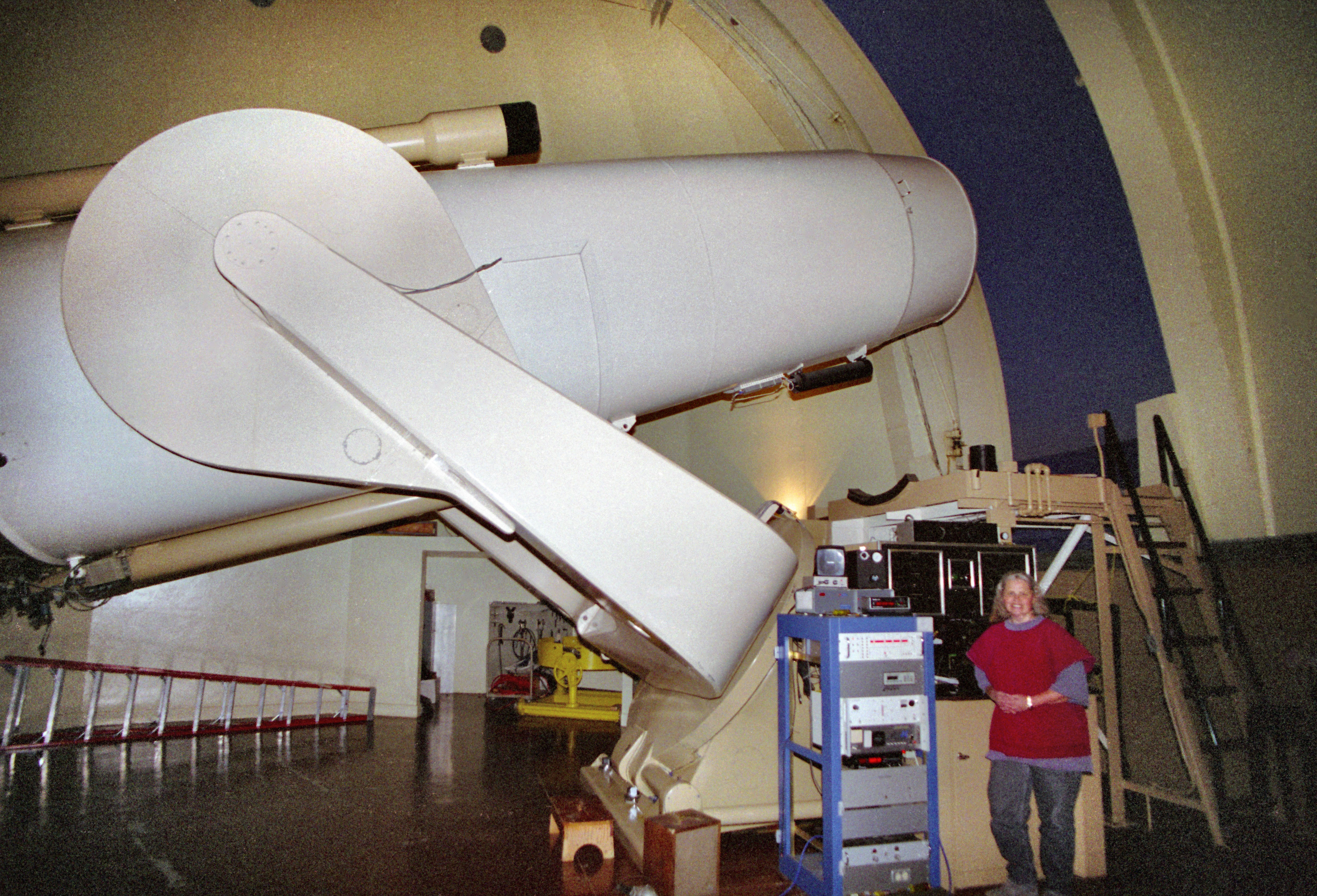
Мані відкрито за допомогою телескопа імені Самуеля Ошина в Паломарській обсерваторії.

Об'єкт Мані відкрили 18 червня 2002 року Червік Трухільйо та Майкл Браун у Паломарській обсерваторії. Відкриття було анонсоване Центром малих планет 21 листопада 2002 року.
У 2007 році під час пошуку в архівних знімках виявили кілька спостережень об'єкта Мані, найперші з яких були зроблені 8 квітня 1954 року в рамках Цифрового огляду неба на горі Паломар.

Мані, знятий космічним зондом New Horizons у липні 2016 року з відстані 15,3 а. о.

У липні 2016 року в рамках розширеної місії поясу Койпера об'єкт Мані спостерігався космічним зондом New Horizons. Спостереження значно покращили дані про орбіту та фазову криву Мані.
Станом на  листопад 2019 року, Мані спостерігали 74 рази. Його дуга спостереження становить 64 роки.

## Орбіта й класифікація
За параметрами орбіти й поточним положенням Мані подібний до Квавара, але має більший ексцентриситет і нахил. Період обертання становить 272,6 року. Мані належить до класу «динамічно гарячих» класичних об'єктів поясу Койпера. Він перебуває в нечіткому орбітальному резонансі 18:11 із Нептуном.

## Фізичні характеристики
За даними космічного телескопа «Спітцер», діаметр Мані оцінюється в 726 ± 123 км, а за даними космічного телескопа «Гершель»— 934 ± 47 км. Якщо остання оцінка істинна, Мані є порівнянним за розміром із карликовою планетою Церера; крім того, він є найбільшим об'єктом Сонячної системи, який станом на 2020 рік не мав власної назви.
Мані — один із 10 найбільших відомих наразі транснептунових об'єктів (ТНО). Він достатньо великий, щоб вважати його карликовою планетою згідно з проєктною пропозицією 2006 року Міжнародного астрономічного союзу.
26 липня 2019 року з Британської Колумбії спостерігалася покриття зорі об'єктом Мані. Відповідно до даних цього спостереження, його діаметр має становити 831 км. 19 серпня 2019 року відбулося ще одне покриття. На його основі припускається, що Мані може мати сильно видовжену форму з розрахованими розмірами 842 × 688 км.
У Мані невідомо жодних супутників, через що неможливо an точно розрахувати його масу. Виходячи з даних про його розмір, Майкл Браун вважає, що це майже напевно карликова планета. Утім, його низьке альбедо може означати протилежне: темні небесні тіла середніх розмірів, як-от це, із діаметром менше 1000 км і показником альбедо менш як 0,2, найімовірніше, не утворюють єдине тіло, зазнають диференціації у набагато меншому ступені або перебувають і гідростатичній рівновазі, і тому їх навряд чи слід вважати карликовими планетами.
Станом на 2019 рік, період обертання Мані залишається невідомим. Спостереження, проведені у 2005 і 2011 роках, вказують на можливий період 7,33 год чи похідний від нього 10,44 год (з одним піком), або подвоєні значення в разі подвоєного піку, з невеликою амплітудою кривої блиску — 005±001. Криві блиску Мані складно спостерігати внаслідок великої щільності зір, на фоні яких він проходить. Спостереження, здійснені у червні й липні 2011 року, є найціннішими, оскільки Мані у той час рухався на фоні темної туманності.